# Corpo volontario siamese
Il Corpo volontario siamese fu un piccolo corpo di spedizione inviato dal Regno del Siam nel giugno 1918 in Francia, per prendere parte ai combattimenti del fronte occidentale della prima guerra mondiale.

## Storia
Il coinvolgimento del Siam nella prima guerra mondiale ebbe inizio il 22 luglio 1917, quando il regno dichiarò guerra alla Germania e all'Austria-Ungheria. Benché il Siam fosse rimasto neutrale per gran parte del conflitto e intrattenesse sostanzialmente buoni rapporti con la Germania, il re Rama VI, in contrasto con parte del suo governo, riconobbe la notevole opportunità politica di scendere in campo a favore delle potenze della Triplice intesa, a maggior ragione dopo l'entrata in guerra degli Stati Uniti d'America nell'aprile 1917 che rendeva ormai quasi scontato l'esito del conflitto; tra il 1862 e il 1909 il Siam aveva subito l'influenza coloniale da parte del Regno Unito (a partire dalla colonia della Birmania) e della Francia (dall'Indocina francese), e pur mantenendo l'indipendenza aveva dovuto accettare tramite una serie di accordi diplomatici una notevole cessione di territori a favore delle due potenze (in particolare nelle regioni di Cambogia e Laos) nonché concedere particolari diritti di extraterritorialità e altri privilegi ai cittadini di origine europea: la partecipazione al conflitto, nelle intenzioni di Rama VI, avrebbe dovuto migliorare la considerazione del Siam presso le potenze europee e portare a una revisione dei trattati ineguali che aveva dovuto subire.

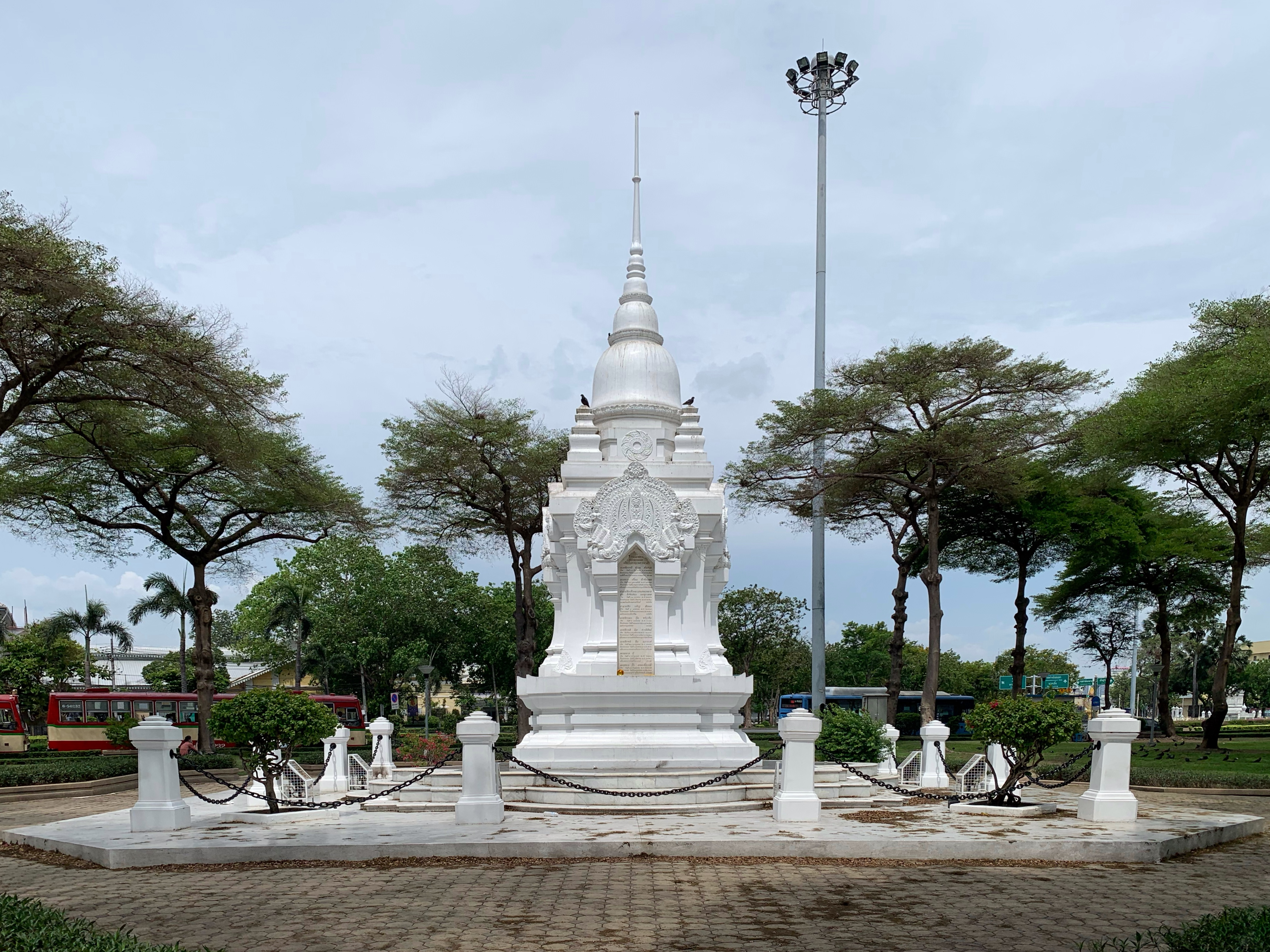
Il monumento ai caduti siamesi della prima guerra mondiale nel parco di Sanam Luang a Bangkok

Il governo siamese dispose il sequestro e l'internamento di una dozzina di mercantili della Norddeutscher Lloyd in quel momento presenti nei porti del paese, ma per meglio dimostrare il proprio supporto alla causa degli Alleati il re ordinò l'approntamento di un corpo di spedizione da inviare a combattere a fianco degli anglo-francesi; il 19 giugno 1918, quindi, un corpo di volontari siamesi partì alla volta della Francia: al comando del maggior generale Phya Pijaijarnrit, il corpo disponeva di 1.233 o 1.284 uomini ripartiti in una sezione aeronautica al comando del maggiore Luang Tayard Pikard, una sezione proveniente dal corpo trasporti dell'esercito al comando del capitano Luang Ramarittirong e un plotone medico al comando del sottotenente Chump Jitmetta.
Una volta in Europa la sezione aeronautica fu inviata alle scuole di volo francesi di Istres e Avord, e 95 ufficiali siamesi ottennero il brevetto di volo venendo poi inviati per la specializzazione alla scuola di bombardamento aereo di Le Crotoy, alla scuola di ricognizione di La Chapelle-la-Reine, alla scuola di artiglieria di Biscarrosse o alla scuola caccia di Piox; secondo alcune fonti i piloti siamesi volarono in missioni di guerra durante gli ultimi giorni del conflitto nel novembre 1918, mentre secondo altre gli uomini completarono l'addestramento troppo in ritardo per prendere parte attiva alle operazioni. Il periodo di formazione in Francia fu comunque molto importante per lo sviluppo dell'aeronautica militare siamese, fondata il 2 novembre 1913.
La sezione terrestre fu addestrata dall'esercito francese a Lione e Dourdan per poi, riequipaggiata con armamenti francesi, essere inviata a svolgere servizio logistici e di supporto in appoggio alle truppe alleate in Alsazia-Lorena durante gli ultimi combattimenti sul fronte occidentale, entrando in Renania dopo la firma dell'armistizio con la Germania; per i suoi servigi, la sezione fu insignita dell'onorificenza francese della Croix de guerre 1914-1918. Il plotone medico servì in prima linea e, stando a fonti siamesi, le infermiere ad esso aggregate furono le sole donne a prestare servizio in trincea sul fronte occidentale durante la guerra.
Il Corpo volontario siamese prese parte alla parata per la vittoria il 14 luglio 1919 a Parigi, oltre a simili cerimonie Bruxelles il 22 luglio e a Londra il 29 luglio, per poi rientrare in patria il 24 settembre 1919; diciannove militari siamesi rimasero uccisi durante il loro servizio in Europa: cremati secondo il rito buddhista, le loro ceneri furono riportate in patria e deposte all'interno di un monumento commemorativo nel parco di Sanam Luang a Bangkok.
La seppur simbolica partecipazione alle operazioni militari consentì a una delegazione siamese di sedere al tavolo delle trattative durante la Conferenza di pace di Parigi, e di ottenere alcune concessioni formalizzate negli articoli da 135 a 137 del Trattato di Versailles: i privilegi di extraterritorialità nonché gli altri diritti acquisiti dalla Germania sul Siam in epoca coloniale furono aboliti, e tutte le proprietà del governo tedesco nonché le navi internate nei porti del paese furono confiscate e trasferite sotto proprietà siamese. La partecipazione al conflitto migliorò anche i rapporti del Siam con le altre potenze europee: nel gennaio del 1920 il paese fu tra i membri fondatori della Società delle Nazioni, mentre nel settembre 1920 gli Stati Uniti decisero di rinunciare ai loro privilegi di extraterritorialità nel paese, seguiti poi dalla Francia nel febbraio 1925 e dal Regno Unito nel luglio seguente, sancendo così la piena indipendenza del Regno del Siam.

## Nella cultura di massa
Il film thailandese First Flight (2008), regia di Tanit Jitnukul, tratta della formazione del corpo aereo nazionale e dell'impiego in Europa dei piloti siamesi durante la prima guerra mondiale.